# 許嗣興
許嗣興，原名嗣印，汉军镶蓝旗人，籍奉天開原。中國清朝官員。

## 生平
康熙十一年（1672）由兵部笔帖式授山西蒲州知州，后历任山西忻州知州、工部郎中、四川夔州知府、陕西洮岷道、康熙四十三年河南布政使，於康熙四十八年（1709年）擔任福建巡撫，主要從事福建之軍政事務，品等約為二品。《钦定八旗通志：大臣传七十四》卷二百八有传。
| 前任： 张伯行 | 福建巡撫 1709年上任 | 繼任： 黃秉中 |

家族世袭镶蓝旗汉军第四叅领第五世管佐领（系国初编设，载《钦定八旗通志》）。

## 家族
- 父三等男許得功（？-1676），原明朝山海闗副将、清朝平阳府总兵官、云南提督，首任镶蓝旗汉军第四叅领第五世管佐领（系国初编设，载《钦定八旗通志》），赐祭葬。
- 胞兄许嗣荣，袭镶蓝旗汉军第四叅领第五世管佐领。其子許國桐，康熙十六年袭三等男（康熙五十四年特旨停袭，载《钦定八旗通志：异姓封爵》卷277），袭佐领。
- 子許國桂，袭佐领，孝陵副将、康熈四十三年浙江黄岩镇总兵、江南京口副都統、雍正元年宣化总兵，授云骑尉世职。
- 孙儿许煓，袭佐领。许烇，袭佐领。
- 後裔有世袭云骑尉、道光九年（1829年）己丑科进士許清貴。